# Выскодская волость
Выскодская волость — административно-территориальная единица 3-го уровня и муниципальное образование со статусом сельского поселения в Дновском районе Псковской области России.
Административный центр — деревня Выскодь.

## География
Территория волости находится в центральной и северо-восточной частях района и граничит на западе с городским поселением Дно, юге — с Искровской волостью Дновского района Псковской области, на севере и востоке — с Новгородской областью.

## История
Территория волости в 1927 году вошла в Дновский район в виде ряда сельсоветов, в том числе Выскодского сельсовета.
Указом Президиума Верховного Совета РСФСР от 16 июня 1954 года в Выскодский сельсовет был включён Хотованский сельсовет, а в Моринский сельсовет вошёл Рвовский сельсовет.
Решением Псковского облисполкома от 25 апреля 1960 года в Моринский сельсовет был включён Панкратовский сельсовет.
Решением Псковского облисполкома от 15 октября 1964 года из части Моринского сельсовета был вновь создан Панкратовский сельсовет.
Постановлением Псковского областного Собрания депутатов от 26 января 1995 года все сельсоветы в Псковской области были переименованы в волости, в том числе Выскодский сельсовет был превращён в Выскодскую волость.
Законом Псковской области от 28 февраля 2005 года в границах Панкратовской и Моринской волостей было образовано муниципальные образования Моринская волость, а в границах Выскодской волости — одноимённое муниципальное образование Выскодская волость со статусом сельского поселения с 1 января 2006 года в составе муниципального образования Дновский район со статусом муниципального района.
До марта 2015 года в состав волости входило 10 населённых пунктов, в том числе 9 деревень — Вишенка, Выскодь, Межник, Корьхово, Староселок, Скново, Скобенец, Блошно, Филиппково, — а также поселок Дачное.		
Согласно Закону Псковской области от 30 марта 2015 года № 1508-ОЗ «О преобразовании муниципальных образований», в Выскодскую волость была включена упразднённая Моринская волость, административный центр объединённой волости остался в деревне Выскодь.

## Население
| 2002  | 2010  | 2012  | 2013  | 2014  | 2015 | 2016  |
| ----- | ----- | ----- | ----- | ----- | ---- | ----- |
| 966   | ↘937  | ↘923  | ↘899  | ↘869  | ↘845 | ↗1490 |
| 2017  | 2018  | 2019  | 2020  | 2021  |      |       |
| ↘1459 | ↘1409 | ↘1376 | ↘1351 | ↗1353 |      |       |

## Состав сельского поселения
С апреля 2015 года в состав сельского поселения входят 38 населённых пунктов, в том числе 1 посёлок и 37 деревень:
| №  | Населённый пункт | Тип населённого пункта          | Население | Год  |
| -- | ---------------- | ------------------------------- | --------- | ---- |
| 1  | Апраксино        | деревня                         | 6         | 2010 |
| 2  | Блошно           | деревня                         | 8         | 2010 |
| 3  | Борисиха         | деревня                         | 12        | 2010 |
| 4  | Вишенка          | деревня                         | 38        | 2010 |
| 5  | Выскодь          | деревня, административный центр | 184       | 2010 |
| 6  | Гачки            | деревня                         | 0         | 2010 |
| 7  | Дачное           | посёлок                         | 299       | 2010 |
| 8  | Егольско         | деревня                         | 8         | 2010 |
| 9  | Загорье          | деревня                         | 8         | 2010 |
| 10 | Заольховье       | деревня                         | 8         | 2010 |
| 11 | Захонье          | деревня                         | 0         | 2010 |
| 12 | Зерема           | деревня                         | 1         | 2010 |
| 13 | Кляновец         | деревня                         | 6         | 2010 |
| 14 | Коляница         | деревня                         | 12        | 2010 |
| 15 | Корпово          | деревня                         | 0         | 2010 |
| 16 | Корьхово         | деревня                         | 33        | 2010 |
| 17 | Кривуха          | деревня                         | 45        | 2010 |
| 18 | Люта             | деревня                         | 16        | 2010 |
| 19 | Лядинки          | деревня                         | 6         | 2010 |
| 20 | Матвеиха         | деревня                         | 1         | 2010 |
| 21 | Межник           | деревня                         | 36        | 2010 |
| 22 | Михайлов Погост  | деревня                         | 48        | 2010 |
| 23 | Морино           | деревня                         | 443       | 2010 |
| 24 | Огоровоста       | деревня                         | 9         | 2010 |
| 25 | Павлиха          | деревня                         | 4         | 2010 |
| 26 | Панкратово       | деревня                         | 149       | 2010 |
| 27 | Поповщина        | деревня                         | 4         | 2010 |
| 28 | Поцелуево        | деревня                         | 12        | 2010 |
| 29 | Рвы              | деревня                         | 10        | 2010 |
| 30 | Рублево          | деревня                         | 0         | 2010 |
| 31 | Селище           | деревня                         | 6         | 2010 |
| 32 | Скново           | деревня                         | 23        | 2010 |
| 33 | Скобенец         | деревня                         | 4         | 2010 |
| 34 | Сорокино         | деревня                         | 7         | 2010 |
| 35 | Староселок       | деревня                         | 19        | 2010 |
| 36 | Стволино         | деревня                         | 44        | 2010 |
| 37 | Филиппково       | деревня                         | 293       | 2010 |
| 38 | Чащицы           | деревня                         | 3         | 2010 |